# Estádio Municipal Coaracy da Mata Fonseca
Het Estádio Municipal Coaracy da Mata Fonseca is een multifunctioneel stadion in Arapiraca, een stad in Brazilië. 
Het stadion wordt vooral gebruikt voor voetbalwedstrijden, de voetbalclub Agremiação Sportiva Arapiraquense maakt gebruik van dit stadion. In het stadion is plaats voor 12.000 toeschouwers. Het stadion werd geopend in 1953. Het heeft als bijnaam 'Fumerão'.